# اسپایرو اژدها
اسپایرو اژدها (انگلیسی: Spyro the Dragon) نام یک بازی کامپیوتری ساخته شده توسط اینسامنیاک گیمز می باشد که در سال 1998 توسط سونی اینتراکتیو انترتینمنت برای پی استیشن منتشر شده است. داستان این بازی در مورد اژدها بنفش رنگی به نام اسپایرو است که به همراه دوستش اسپاریکس به مبارزه در قلمرو اژدها و مبارزه با گنستی گنورک میپردازد.

## خلاصه داستان
در دنیای اژدهایان، پادشاهی اژدها از پنج سرزمین اصلی تشکیل شده است: صنعتگران، نگهبانان صلح، جادوسازان، جانورسازان و رؤیابافان که سالها در صلح و هماهنگی زندگی کردهاند. یک روز، مصاحبه تلویزیونی دو اژدها از سرزمین صنعتگران توجه گنستی نورک را جلب میکند—گنورکی قدرتمند (دورگه گنوم و اورک) که به دلیل رفتار زننده‌اش از پادشاهی تبعید شده و به یک زباله‌دانی متروکه فرستاده شده بود. او این مکان را "دنیای گنستی" نامید. اظهارات تحقیرآمیز و بی‌پروای اژدهایان درباره گنستی، او را خشمگین کرد و باعث شد حمله‌ای تمام‌عیار به پادشاهی ترتیب دهد. او با استفاده از جادوی خود، طلسمی در سراسر سرزمین پراکند که همه اژدهاها را در پوسته‌های بلورین زندانی کرد. همچنین، گنجینه‌های ارزشمند اژدهایان را دزدید و جواهرات را به سربازان گنورک و موجوداتی دیگر تبدیل کرد تا به تسخیر دنیاهای اژدها کمک کنند. اسپایرو، اژدهای بنفش جوان، تنها کسی است که از این حمله در امان می‌ماند و بلورین نمی‌شود. با کمک همراهش اسپارکس (سنجاقک)، اسپایرو مصمم میشود تا گنستی را پیدا کرده و شکست دهد.